# Leioproctus minimus
Leioproctus minimus är en biart som beskrevs av Michener 1965. Leioproctus minimus ingår i släktet Leioproctus och familjen korttungebin. Inga underarter finns listade i Catalogue of Life.